# 山口宗之
山口 宗之（やまぐち むねゆき、1928年〈昭和3年〉8月5日 - 2012年〈平成24年〉3月21日）は、日本の歴史学者。従四位瑞宝中綬章。学位は文学博士（九州大学・1980年・論文博士）。九州大学名誉教授。専門は幕末政治思想史。陸海軍将校に関する著書もある。

## 経歴
佐賀県藤津郡多良村（現・太良町大字多良）生まれ。1935年（昭和10年）、村立多良尋常小学校入学。1941年（昭和16年）、佐賀県立鹿島中学校（現・佐賀県立鹿島高等学校）入学。1945年（昭和20年）3月、佐賀県立鹿島中学校卒業（4年繰上げ）。同年4月、第七高等学校造士館文科一類（のち文科乙類となる）入学。1948年（昭和23年）3月、第七高等学校造士館文科乙類卒業。
同年4月、九州大学法文学部国史学科（翌年4月、九州大学文学部国史学科となる）入学。1951年（昭和26年）3月、九州大学文学部国史学科卒業。卒業論文は「橋本左内の思想に就いて」。
1964年（昭和39年）4月、久留米工業高等専門学校助教授。1969年（昭和44年）4月、九州大学教養部助教授。1973年10月教授。1980年「幕末政治思想史研究」で文学博士（九州大学）。1990年定年退官、名誉教授、同年、皇學館大学教授。1992年久留米工業大学教授。
2012年死去。83歳没。

## 著書
- 「橋本左内」（吉川弘文館・人物叢書、1962年、新装版 1985年 ISBN 9784642050227、オンデマンド版 ISBN 9784642750226 ）
- 「幕末政治思想史研究」（隣人社、1968年）改訂増補版（ぺりかん社、1982年）
- 「真木和泉」（吉川弘文館・人物叢書、1973年、新装版 1989年 ISBN 9784642051491、オンデマンド版 2021年 ISBN 9784642751490）
- 「ペリー来航前後 幕末開国史研究」（ぺりかん社、1988年）
- 「吉田松陰」（世界哲学者叢書、台北・三民書局、1990年）
- 「西郷隆盛」シリーズ陽明学（明徳出版社、1993年）
- 「井伊直弼 はたして剛毅果断の人か?」（ぺりかん社、1994年）
- 「真木保臣」（西日本新聞社、1995年）
- 「陸軍と海軍 陸海軍将校史の研究」（清文堂出版、2000年　増補版、2005年）

### 校注
- 「日本思想大系 渡辺崋山・高野長英・佐久間象山・横井小楠・橋本左内」横井小楠、橋本左内(校注) （岩波書店、1971年）